# Cmentarz żydowski w Hattingen
Cmentarz żydowski w Hattingen – znajduje się w południowej części zagłębia Ruhry. Do naszych czasów zachowały się na nim sześćdziesiąt dwa nagrobki wykonane pomiędzy 1894 a 1940 rokiem.